# Antônio de Queirós Teles Júnior
Antônio de Queirós Teles Júnior (Itu, 21 de maio de 1858 — São Paulo, 25 de dezembro de 1917) foi um engenheiro civil e agrônomo brasileiro.
Era filho de Antônio de Queirós Teles, conde de Parnaíba, que foi presidente da província de São Paulo entre 1886 e 1888 e neto do barão de Jundiaí.
Tendo estudado em Zurique (Suíça), retornou ao Brasil no fim de 1883, onde foi contratado como engenheiro pela Companhia Mogiana de Estradas de Ferro, presidida por seu pai. Pouco depois abandonou a profissão, dedicando-se à agricultura, com fazendas de café em Posse de Ressaca. Em 1893 adquiriu fazendas também em Sertãozinho.
Fundou o primeiro grupo escolar do estado de São Paulo, que recebeu o nome de "Escolas Reunidas", que mais tarde receberiam o nome de Queirós Teles.